# Jefrosinja Fjodorova
Jefrosinja Fjodorova (på ryska Ефросинья Фёдорова), även kallad Euphrosyne, Afrosinya och Ofrosinya, född omkring 1700, död 1748, var en rysk livegen, ursprungligen en svensk (finländsk) krigsfånge, känd som älskarinna till den ryske tronföljaren Aleksej Petrovitj. 
Fjodorova var ursprungligen från södra Finland och dotter till en man vid namn Teuvo. Hon kidnappades tillsammans med sin bror Jouni och såldes som livegen i Ryssland under den stora ofreden 1714. Hon gavs till Aleksej av hans lärare Nikiforos Vjazemskij under hans vistelse i Karlsbad 1714 och återvände till Ryssland som hans älskarinna. 
Pjotr Tolstoj rapporterade att Aleksej älskade henne bortom all beskrivning. Hon följde Aleksej under hans berömda flykt från Ryssland och hans utlandsvistelse 1716 utklädd till man. Då Aleksej återvände, stannade hon först kvar, men fördes till Ryssland vid april 1718. Det är möjligt att hon var gravid, men det har inte bekräftats. Aleksej hade planer på att gifta sig med henne och dra sig tillbaka med henne ut på landet. Hon förhördes och vittnade mot Aleksej, och hennes vittnesmål anses ha varit viktig för att få honom fälld.
Hennes liv efter Aleksejs död är okänt. Enligt en version gifte hon sig med en officer vid Sankt Petersburgs garnison.